# George S. Robertson
George S. Robertson (n. 25 mai 1872, Londra, Regatul Unit al Marii Britanii și Irlandei – d. 29 ianuarie 1967, Londra, Anglia, Regatul Unit) a fost un jucător de tenis britanic, medaliat olimpic. A participat la o ediție a Jocurilor Olimpice (1896) în care a câștigat o medalie de bronz.

## Participări
Lista de mai jos prezintă principalele competiții la care a participat George S. Robertson de-a lungul carierei.
- Antisfairisi stous Therinoùs Olympiakoùs Agones 1896 - Diplό andron[*]